# HD 174569
Désignations
HD 174569 est une étoile binaire spectroscopique située dans la constellation de l'Aigle. D'après les mesures de la parallaxe stellaire effectuées par Hipparcos, elle se trouve à environ ∼ 1 300 a.l. (∼ 399 pc) de la Terre.